# Armoriale dei comuni dell'Uusimaa
Questa pagina contiene le armi (stemma e blasonatura) dei comuni finlandesi appartenenti alla regione dell'Uusimaa.
Regione dell'Uusimaa

## Comuni e città attuali
| Stemma | Nome del comune e blasonatura |
| ------ | --- |
|        | Espoo Sinisessä kentässä hevosenkenkä, sen yläpuolella kruunu, kaikki kultaa. (d'azzurro, al ferro da cavallo d'oro, sormontato da una corona dello stesso) |
|        | Hanko Sini-hopeakatkoisessa kilvessä hopea-punakatkoinen majakka, jonka ovi- ja ikkuna-aukot ovat siniset; tornin yläpuolella kuusisakarainen hopeatähti. (troncato d'azzurro e d'argento, al faro troncato d'argento e di rosso attraversante sulla partizione, aperto e finestrato d'azzurro e sormontato da una stella di sei raggi d'argento) |
|        | Helsinki Sinisessä kentässä kultainen vene uimassa hopeisella, aaltokoroisella tyviöllä; veneen yläpuolella saatteena kultakruunu. (d'azzurro, alla barca d'oro, navigante su una campagna ondata d'argento e sormontata da una corona pure d'oro)                                                                                                |
|        | Hyvinkää Sinisessä kentässä kolme hirsittäin asetettua, keskenään paaluittain järjestettyä kultasyöstävää, joiden kärjet ja langat hopeaa. (d'azzurro, a tre navette d'oro con le punte ed i fili d'argento, poste in fascia e ordinate in palo)                                                                                                  |
|        | Ingå Medelst en vågskura delad sköld av guld, vari ett rött konsekrationskors, och av blått, vari ett balkvis ställt ankare av guld. (troncato ondato d'oro, alla croce della consacrazione di rosso, e d'azzurro, all'ancora d'oro posta in banda)                                                                                               |
|        | Järvenpää Sinisessä kentässä hopeinen siivekäs lyyra. (d'azzurro, alla lira alata d'argento) |
|        | Karjalohja Sinisessä kentässä kolmilehtinen, haaruristin muotoinen koivunoksa, jonka yläpuolella kuusisakarainen tähti, kaikki kultaa. (d'azzurro, al ramo di tre foglie di betulla d'oro, poste in pergola, accompagnato da una stella a sei raggi, pure d'oro, in capo)                                                                         |
|        | Karkkila Punaisessa kentässä liekkikoroinen tyviö, jonka yläpuolella kaksi vasaraa ristikkäin; kaikki kultaa. (di rosso, alla campagna fiammeggiante d'oro sormontata da due martelli dello stesso posti in decusse) |
|        | Kauniainen Sinisessä kilvessä istuva, etukäpälissään mustaa kuusenkäpyä pitelevä kultainen, punavaruksinen orava, sen yläpuolella saatteena kolme kultaista ruusua vieretysten. (d'azzurro, allo scoiattolo sedente d'oro, unghiato di rosso, tenente una pigna d'abete di nero, sormontato da tre rose d'oro poste in fascia nel capo)           |
|        | Kerava Sinisessä kentässä yläreunaltaan lohenpyrstökoroinen kultahirsi. (d'azzurro, alla fascia d'oro merlata superiormente a coda di rondine) |
|        | Kirkkonummi Kilpi aaltokoroisesti sini-hopeakatkoinen; yläkentässä kultainen irtonainen kreikkalainen risti, alakentässä sininen vene. (troncato ondato d'azzurro, alla croce scorciata d'oro, e d'argento, alla barca del primo) |
|        | Lohja Sinisessä kentässä hopeinen halstari paaluttain; sen varren kummallakin puolella saatteena kultainen pähkinäterttu. (d'azzurro, alla graticola d'argento posta in palo, accostata in punta da due ciuffi di nocciole d'oro) |
|        | Mäntsälä Sinisessä kentässä kultainen hirvenpää, jonka varuksetkin kultaa, edestäpäin. Saatteena kolme hopea-apilaa asetettuina 1 + 2. (d'azzurro, alla testa d'alce d'oro posta in riscontro, accompagnata da tre trifogli d'argento, uno in capo e due ai fianchi)                                                                              |
|        | Nummi-Pusula Sinisessä kentässä hopeinen putkilukko. (d'azzurro, al lucchetto d'argento) |
|        | Nurmijärvi Sinisessä kentässä seitsemän luonnonväristä kultatukkaista nuorukaisen päätä asetettuina 2+3+2. (d'azzurro, a sette teste di giovani di carnagione, capelluti d'oro, posti 2, 3, 2) |
|        | Pornainen Sinisessä kentässä kultainen kirkonkello, jonka kummallakin puolella saatteena kultainen, hopealankainen värttinä. (d'azzurro, alla campana d'oro accostata da due fusi col filo d'argento) |
|        | Raseborg Åtta vitsippor i en ring på grönt botten med en gyllene murkrona. Henrik Strömberg, 1º gennaio 2009 |
|        | Siuntio Sinisessä kentässä hirsittäin asetettu kultainen avain, jonka kieli muodostaa ristin ja perä on neliapilan muotoinen, kahden aaltokoroisen hopeahirren välissä. (d'azzurro, alla chiave d'oro posta in fascia, con il congegno e il manico a forma di croce trifogliata, accostata da due burelle ondate d'argento)                       |
|        | Tuusula Puna-hopealohkoisen kilven yläkentässä hopeinen pistoolinlukko ja alakentässä vihreä laakerinoksa, jonka marjat punaiset. (trinciato di rosso, alla culatta di pistola d'argento, e d'argento, al ramo di lauro di verde fruttato di rosso)                                                                                               |
|        | Vantaa Sinisessä kentässä alainen, aaltokoroinen hopeahirsi, josta oikealle kaartuva kultainen kalanpyrstö. (d'azzurro, alla fascia abbassata ondata d'argento, da cui nasce una coda di pesce d'oro posta in sbarra e inclinata verso destra) |
|        | Vihti Kultakentässä aaltokoroinen, kaateinen polviorsi, jonka yläpuolelle saatteena vesipyörä, molemmat siniset. (d'oro, allo scaglione alzato rovesciato ondato d'azzurro, accompagnato in capo da una ruota da mulino ad acqua dello stesso) |

## Municipalità disciolte e vecchie blasonature
| Stemma | Nome del comune e blasonatura |
| ------ | --- |
|        | Bromarv Kilpi kulta-punakatkoinen; yläkentässä nouseva punainen saksanhirvi; alakentässä kaksi keksinterää ristissä, niiden yläkulmassa saatteena kranaatti; kaikki kultaa. (troncato d'oro, al cervo di rosso nascente dalla partizione, e di rosso, a due lame d'arpione d'oro poste in decusse e accompagnate in capo da una granata dello stesso) |
|        | Ekenäs I fält av silver en grön ek med röda ekollon. (d'argento, alla quercia sradicata di verde fruttata di rosso) |
|        | Ekenäs landskommun I fält av silver en grön ekkvist med blad och nedtill två röda ollon, därunder en medelst vågskura bildad blå stam, belagd med en fisk av silver med röd beväring (d'argento, al ramo di quercia fogliato di cinque pezzi di verde e fruttato di due ghiande di rosso; alla campagna ondata d'azzurro caricata da un salmone d'argento caudato e alettato di rosso) |
|        | Hyvinkään maalaiskunta Sinisessä kentässä hopeinen uusikuu, jonka yläpuolella kultainen kruunu (d'azzurro, al crescente d'argento sormontato da una corona d'oro) |
|        | Karis En blå sköld med en gyllene, med tre torn försedd borg stående på ett silverberg, som når ned till sköldfoten. Berget genomdrages av en blå, bjälkvis flytande ström, därunder ett gyllene hjul med sex ekrar inom ett blått cirkelfält. (d'azzurro, al castello d'oro, con tre torri, sostenuto da una montagna di tre cime d'argento al naturale movente dalla punta, attraversata da una burella ondata d'azzurro e caricata in punta da una torta dello stesso sovraccaricata da una ruota a sei raggi d'oro) |
|        | Karis landskommun Skölden delad i rött och bjälke av silver; i övre fältet tre krenelerade murar av guld ordnade 1 + 2, i nedre fältet ett järnmärke av guld. (troncato di rosso, a tre muri merlati di tre pezzi d'oro maleordinati, e di nero, al simbolo del ferro d'oro; alla burella ondata d'argento attraversante sulla partizione) |
|        | Lohja Sinisessä kentässä kolme hopeista, hopeapunailiekkistä masuunia vieretysten, tyvessä hopeinen punavaruksinen lohi. (d'azzurro, a tre altiforni d'argento, infiammati di roso, ordinati in fascia, accompagnati in punta da un salmone d'argento, caudato e alettato di rosso) |
|        | Lohjan kunta Sinisessä kentässä hopeinen halstari paaluttain; sen varren kummallakin puolella saatteena kultainen pähkinäterttu. (d'azzurro, alla graticola d'argento posta in palo, accostata in punta da due ciuffi di nocciole d'oro) |
|        | Nummi Sinisessä kentässä hopeinen putkilukko. (d'azzurro, al lucchetto d'argento) |
|        | Pohja Hopeakentässä sininen kärki, jossa hopealilja: saatteena kärjen kummallakin puolella sininen raudanmerkki. (d'azzurro, al giglio d'argento, mantellato d'argento caricato di due simboli del ferro del campo) |
|        | Pusula Vihreässä kentässä oksakoroinen oikea pieli ja vesuri; molemmat hopeaa (di verde, alla roncola d'argento, addestrato merlato a sbarra dello stesso) |
|        | Pyhäjärvi Ul Sinisessä kentässä vene, josta nousee apilaristi; molemmat kultaa (d'azzurro, alla barca d'oro, da cui nasce una croce trifogliata dello stesso) |
|        | Sammatti Sinisessä kentässä kultainen vaahteranlehti. (d'azzurro, alla foglia d'acero d'oro) |
|        | Snappertuna Sinisessä kentässä alhaalta aaltokoron rajoittama, reunoihin ulottuva muuri, jonka keskiosa on sakarainen ja tornimainen; saateena kummallakin puolella pystyssä tammenlehti; kaikki kultaa, keskikäytävä ja ikkunaluukut punaiset (d'azzurro, alla muraglia d'oro, con la base ondata, aperta di rosso, sostenente una torre merlata pure d'oro e accostata da due foglie di quercia dello stesso, la muraglia e la torre finestrate di rosso)                                                             |
|        | Tenala Vihreässä kentässä hopeinen, polvistunut enkeli pitäen molemmilla käsillään kultaista lippua, jossa musta, paaluittainen piilu. (di verde, all'angelo inginocchiato d'argento tenente con entrambe le mani una bandiera d'oro, manicata del secondo, caricata da un'ascia di nero posta in palo) |